# Victor Quijada
Victor Quijada, né le 15 avril 1976 à Los Angeles en Californie, est un chorégraphe, danseur, metteur en scène et réalisateur américano-latino.

## Biographie
Né en avril 1976 en Californie de parents mexicano-américains, il vit à Montréal au Canada depuis 2000, où il fonde en 2002 la compagnie RUBBERBAND.
De son enfance dans les barrios de Los Angeles, Victor Quijada retient l'influence profonde de la culture hip-hop. C'est à la Los Angeles County High School for the Arts, où il étudie sous l'égide du pionnier postmoderne Rudy Perez, qu'il apprend les fondements de la danse. En 1996, la vedette de la danse américaine Twyla Tharp l'invite à entrer dans sa compagnie, Tharp!, en lui enjoignant d'apprendre rapidement la technique du ballet. Il y parvient et reste dans la compagnie de Tharp durant trois années avant de se joindre, en 1999, à Ballet Tech/Feld Ballets, puis aux Grands Ballets canadiens de Montréal, de 2000 à 2002.
Danseur de ballet le jour, Victor Quijada fait des incursions dans les clubs le soir. Ses premières chorégraphies révèlent cette double nature lorsqu'il fonde RUBBERBAND (anciennement le Groupe RUBBERBANDance) en 2002 pour en faire un outil en vue d'atteindre son objectif de créer une nouvelle forme de danse.
Depuis la fondation de RUBBERBAND, Victor Quijada donne naissance à une œuvre abondante. Au fil des années, RUBBERBAND s'est produit au festival de danse Jacob's Pillow, à l'American Dance Festival, au Mousonturm, au Centre National des Arts d'Ottawa, à la Place des Arts à Montréal (en résidence de création et dans le cadre de plusieurs saisons de Danse Danse), au Southbank Theatre, au Cultuurcentrum de Bruges ; et à plus de cinquante autres lieux de diffusion à travers le Canada, les États-Unis, l'Europe et l'Asie.
Avec l'aide de la danseuse de ballet et ancienne codirectrice artistique de la compagnie (2006-2015) Anne Plamondon, Victor Quijada a développé une méthode reconnue par ses pairs, la Méthode RUBBERBAND. Cette technique de mouvement favorise les déplacements du corps de la verticale à l’horizontale, et prépare les danseurs de formation classique et contemporaine au travail au sol, généralement associé à la danse urbaine.
En 2011, à la fin de ses quatre années de résidence à la Cinquième Salle de la Place des Arts, Victor Quijada a produit Gravity of Center, œuvre scénique qui donnera naissance à un court-métrage éponyme.
Quijada travaille actuellement sur la production de XXVII (titre provisoire), dont la première est prévue pour 2027.
En tant qu'interprète, Victor Quijada a fait des chorégraphies pour beaucoup d'autres compagnies, notamment le Scottish Dance Theatre, Peter Boal & Co, Pacific Northwest Ballet et Hubbard Street Dance Chicago.

## Récompenses & distinctions
Parmi les prix internationaux qu'il a remportés :
- 2025 : Médaille du couronnement du roi Charles III (Canada)
- 2024 : Fellow du John Simon Guggenheim Memorial Foundation (US)
- 2017 : Prix de la Diversité culturelle en danse - Prix de la Danse de Montréal (CAN)
- 2016 : Princess Grace Foundation Award / Works in Progress Residency (US)
- 2010 : Princess Grace Foundation Award / Choreography Fellowship (US)
- 2009 : Prix OQAJ/Rideau (CAN)
- 2004 : National Dance Award / Best Modern Repertory (UK)
- 2003 : Bonnie Bird North American Award / New Choreography (US)
- 2003 : Peter Darrell Choreography Award / Self Observation Without Judgement (UK)

## Réalisations
En plus de réaliser ou de co-réaliser six courts métrages dont Ever So Slightly (2020), Gravity of Center (2012), Small Explosions That Are Yours to Keep (2007), Secret Service (2008), Victor Quijada a aussi participé en tant que dramaturge au court métrage Red Shoes (2009).
La fascination de Quijada pour les films de danse le mène à des collaborations dont le vidéoclip ''Man I Used to Be'' de K-Os, qui a gagné le prix de la meilleure vidéo de rap de MuchMusic, et avec Alexandre Désilets pour la chanson ''La garde''. En 2015, Quijada chorégraphie le vidéoclip "Blue Wonderful" d'Elton John.
Il a aussi collaboré avec Kent Nagano pour une célébration avec l'Orchestre symphonique de Montréal et a créé plusieurs commandes chorégraphiques au fil des ans.

## Créations dans le cadre de sa compagnie

### Œuvres chorégraphiques
- 2024 : Second Chances
- 2023 : Reckless Underdog
- 2018 : Vraiment doucement
- 2017 : Fils de ville
- 2016 : Vic's Mix
- 2013 : Quotient Empirique
- 2011 : Gravity of Center
- 2009 : Loan Sharking
- 2008 : Punto Ciego
- 2008 : AV Input/Output
- 2005 : sHip sHop Shape Shifting
- 2004 : Slicing Static
- 2003 : Reflections on Movement Particles
- 2003 : Elastic Perspective
- 2003 : Metabolism
- 2003 : Hasta la Próxima
- 2002 : Tender Loving Care

### Principales œuvres filmiques
- 2020 : Ever So Slightly
- 2011 : Gravity of Center (en collaboration avec T. Duverneix)
- 2007 : Secret Service
- 2006 : Small Explosions That Are Yours to Keep
- 2006 : Départ
- 2003 : Hasta la Próxima